# Халіт Рефіг (актор)
Халіт Рефіг (5 березня 1934 — 11 жовтня 2009) — турецький кінорежисер, кінопродюсер, сценарист і письменник. Він зняв близько шістдесяти фільмів, включаючи художні, документальні та телесеріали. Його вважають піонером руху національного кіно та ініціатором виробництва телесеріалів у Туреччині.

## Біографія
Халіт Рефіг у 1951 році закінчив середню школу Шішлі Тераккі та навчався на інженерії в коледжі Роберта в Стамбулі.
Рефіг зняв свої перші фільми на 8 мм плівці, коли служив офіцером резерву в Кореї, Японії та Цейлоні. У 1956 році він писав статті про кіно в газетах і разом з Ніджатом Озоном видавав журнал Sinema Dergisi. Свою кар'єру розпочав як помічник Атифа Їлмаза у 1957 році разом з Їлмазом Ґюнеєм. Працював сценаристом у Atıf Yılmaz та Memduh Ün. Його режисерським дебютом було «Заборонене кохання» (Ясак Ашк) (1961). Його фільм 1962 року «Чужий у місті» був представлений на 3-му Московському міжнародному кінофестивалі.
У 1970-х роках, із занепадом турецького кіно, він почав активно працювати на телебаченні. У 1974 році брав участь як викладач у першій освітній програмі з кіно, ініційованою Стамбульською державною академією образотворчих мистецтв (сучасний Університет образотворчих мистецтв Мімара Сінана), де він почав працювати викладачем у 1975 році У 1975 році він став режисером телесеріалу Aşk-ı Memnu (Заборонене кохання), який транслювався на Турецькому Радіо Телебачення, TRT. Цей серіал вважається першим міні-серіалом на турецьких телеканалах. У 1978 році він написав сценарій для документального фільму про життя Мімара Сінана за замовленням Університету Мімара Сінана. Проект не був завершений, але сценарій опубліковано.
У 1999 році за замовленням тодішнього прем'єр-міністра Бюлента Еджевіта він розпочав розробку проекту повнометражного фільму під назвою «Девлет Ана» (Держава-мати), який був випущений на 700-ту річницю створення Османської імперії. Проект планувалося проводити у співпраці з Університетом Мімара Сінана (МДУ). У 2001 році Рефіг заявив, що не буде співпрацювати з МДУ, тому проект не був реалізований.

## Цензура
Адаптацію роману Кемаля Тахіра Йоргун Саваші для TRT, де він працював радником, було заборонено транслювати TRT через включення сцен, які були проти Ататюрка та проти війни за незалежність Туреччини. Комісія з семи осіб у складі трьох полковників, представника Міністерства внутрішніх справ, представника прес-служби прем'єр-міністра, двох представників TRT і Тургута Озакмана, директора турецьких державних театрів, який представляє Міністерство культури, була сформована на замовлення президента Еврен і прем'єр — міністром Булент Улусу. Фільм був заборонений, а копії були спалені в 1983 році. Ця цензура викликала суспільні суперечки. У 1993 році з'явилася копія, а 8-серійний міні-серіал повністю транслювався на TRT.

## Академічне життя
У 1976 році читав лекції в Університеті Вісконсіна, де став режисером «Заступників», і в Університеті Денісона в Огайо в 1984 році, де разом зі своїми учнями знімав «У пустелі». Університет Мармара отримав звання «Почесного професора» у 1997 році.

## Смерть
Він страждав на холангіокарциному і помер 11 жовтня 2009 року в Стамбулі у віці 75 років. Через два дні після похорону в мечеті Тешвікіє його поховали на цвинтарі Зінджирлікую.

## Фільмографія як режисер
- Seviştiğimiz Günler (1961)
- Yasak Aşk (1961)
- Şehirdeki Yabancı (1962)
- Gençlik Hülyaları (1962)
- Şafak Bekçileri (1963)
- Gurbet Kuşları (1964)
- Şehrazat (1964)
- Evcilik Oyunu (1964)
- İstanbul'un Kızları (1964)
- Canım Sana Feda (1965)
- Güneşe Giden Yol (1965)
- Haremde Dört Kadın (1965)
- Kırık Hayatlar (1965)
- Erkek Ve Dişi (1966)
- Üç Korkusuz Arkadaş (1966)
- Karakolda Ayna Var (1966)
- Can Yoldaşları (1966)
- Kız Kolunda Damga Var (1967)
- Bir Türk'e Gönül Verdim (1969)
- Yaşamak Ne Güzel Şey (1969)
- Adsız Cengaver (1970)
- Sevmek Ve Ölmek Zamanı (1971)
- Ali Cengiz Oyunu (1971)
- Çöl Kartalı (1972)
- Acı Zafer (1972)
- Aşk Fırtınası (1972)
- Fatma Bacı (1972)

- Kızın Varmı Derdin Var (1973)
- Cennetin Kapısı (1973)
- Sultan Gelin (1973)
- Vurun Kahpeye (1973)
- Yedi Evlat İki Damat (1973)
- Aşk-ı Memnu (1975) (TV)
- Arabulucular (1977)
- Yaşam Kavgası (1978)
- Yorgun Savaşçı (1979) (TV)
- Leyla İle Mecnun (1982)
- O Kadın (1982)
- Beyaz Ölüm (1983)
- İhtiras Fırtınası (1983)
- Alev Alev (1984)
- Ölüm Yolu (1985)
- Paramparça (1985)
- Son Darbe (1985)
- Kıskıvrak (1986)
- Teyzem (1986)
- Yarın Ağlayacağım (1986)
- Kızımın Kanı (1987)
- Kurtar Beni (1987)
- Kızım Ve Ben (1988)
- Hanım (1988)
- Karılar Koğuşu (1989)
- İki Yabancı (1990)
- Zirvedekiler (1993) (TV)
- Köpekler Adası (1996)
- Affet Bizi Hocam (1998) (TV)
- Kerem (1999)
- Affet Beni Hocam (2000)
- Zeynep Öğretmen (2000) (TV)
- Gelinlik Kız (2000)
- Sara ile Musa (2000) (TV)
- Midasın Düşü (2000) (TV)
- Gençlik (2000)

## Продюсер
- Яшамак Хаккімдір 1958
- Стамбул Кизлари 1964
- Canim Sana Feda 1965
- Ікі Ябанджи 1990

## Сценарист
| - Яшамак Хаккімдір 1958 - Ала Гейік 1959 - Karacaoğlan'ın Kara Sevdası 1959 - Suçlu 1960 - Махалленін Севгілісі 1960 - Олюм Пешимізде 1960 - Кірик Чанаклар 1960 - Аваре Мустафа 1961 - Севіштігіміз Гюнлер 1961 - Ясак Ашк 1961 - Гюнеш Догмасін 1961 - Шафак Бекчілері 1963 - Яваш Гель Гюзелім 1963 - Стамбулун Кизлари 1964 - Шехразат 1964 - Гурбет Кушлари 1964 - Гюнеше Гіден Йол 1965 - Кірик Хаятлар 1965 - Haremde Dört Kadin 1965 - Ясак Сокаклар 1965 - Караколда Айна Вар 1966 - Аслан Пенсезі 1966 - Can Yoldaşları 1966 - Üç Korkusuz Arkadaş 1966 - Еркек Ве Діші 1966 | - Канлі Хаят 1967 - Kız Kolunda Damga Var 1967 - Аслан Юреклі Кабадай 1967 - Япрак Дьокюму 1967 - Син Геце 1967 - Bir Türk'e Gönül Verdim 1969 - Яшамак Не Гюзель Шей 1969 - Ациз Ченгавер 1970 - Алі Ченгіз Оюну 1971 - Ачі Зафер 1972 - Aşk Fırtınası 1972 - Чол Картали 1972 - Султан Гелін 1973 - Aşk-ı Memnu 1975 - Яшам Кавгасі 1978 - Син Дарбе (2) 1985 - Куртар Бені 1987 - Аркадашим Шейтан 1988 - Ханім 1988 - Карілар Когушу 1989 - Ікі Ябанджи 1990 - Кепеклер Адасі 1996 - Керем 1999 - Кумбадан Румбая 2005 |

### Опубліковані сценарії
- Рефіг, Халіт. (2009). Пушкін Ерзурумда . Dergah Yayınları, Sinema İletişim Dizisi, Стамбул.ISBN 978-975-995-176-4
- Рефіг, Халіт. (2009). Коджа Сінан . Dergah Yayınları, Sinema İletişim Dizisi, Стамбул.ISBN 978-975-995-175-7
- Рефіг, Халіт. (2009). Шейтан Алдатмасі . Альфа Басім Яїм Дагітім, Сенаріо Дізісі, Стамбул.ISBN 978-605-106-114-6
- Рефіг, Халіт. (2009). Gazi ile Latife: Mustafa Kemal'in Yaşamından Bir Kesit . Альфа Басім Яїм Дагітім, Сенаріо Дізісі, Стамбул.ISBN 978-605-106-032-3
- Рефіг, Халіт. (2006).Aşk ve Ölüm Senaryoları . Доган Кітапчилік, Стамбул.ISBN 978-975-293-450-4

### Нехудожня література (мемуари, есе)
- Рефіг, Халіт; ред. Гюльтекін, Д. Алі; Зілелі, Ірмак. (2009). Догрую Арадім Гюзелі Севдім . Bizim Kitaplar Yayınevi, Стамбул.ISBN 978-9944-1-5966-1
- Рефіг, Халіт; ред. Гюльтекін, Д. Алі. (2007). Tek Umut Türkiye . Bizim Kitaplar Yayınevi, Стамбул.ISBN 978-9944-1-5916-6
- Рефіг, Халіт і Христідіс, Шенгюн Кіліч. (2007). Синемада Улусал Тавір . Türkiye İş Bankası Kültür Yayınları, Стамбул.ISBN 978-9944-88-064-0
- Рефіг, Халіт. (2002).Doğu Batı ve Türkiye 10 Yılda Nereden Başladık? Нерей Гелдік? . Уфук Кітаплари, Стамбул.ISBN 978-975-6571-18-7
- Рефіг, Халіт. (2000). Герчегін Дегішкенлігі Кемаль Тахір . Уфук Кітаплари, Стамбул.ISBN 978-975-6714-04-1

### Подальше читання
- Марашлі, Гюльшах Незакет. (2007). Bir Halit Refiğ Filmi . Еліпс Кітап, Стамбул.ISBN 978-975-8971-00-8
- Адільоглу, Фатош. (2006). Sinemada Mimari Açılımlar: Halit Refiğ Filmleri. Es Yayınları, Стамбул.ISBN 978-975-8716-40-1
- Тюрк, Ібрагім. (2001). Halit Refiğ Düşlerden Düşüncelere Söyleşiler . Kabalcı Yayınları, Стамбул.ISBN 975-8240-41-2